# Mary Bell (aviatrice)
Pour les articles homonymes, voir Mary Bell et Bell.
Mary Teston Luis Bell (3 décembre 1903 – 6 février 1979) est une aviatrice militaire australienne de la Seconde Guerre mondiale et chef fondatrice du Women's Air Training Corps (WATC), une organisation bénévole qui a apporté son soutien à l'Armée de l'Air royale australienne (RAAF) pendant la Seconde Guerre mondiale.
Elle a également aidé à fonder le Women's Auxiliary Australian Air Force (WAAAF), la première unité militaire féminine de la Royal Australian Air Force, qui a compté plus de 18 000 membres en 1944.
Née Mary Fernandes en Tasmanie, elle a épousé John Bell, officier de la RAAF, en 1923 et a obtenu la licence de pilote en 1927.
Nommée commandant temporaire de la WAAAF à sa formation en 1941, elle doit laisser le poste à Clare Stevenson. Bell a refusé le poste de directeur adjoint et a démissionné, mais par la suite s'est engagée et a servi jusqu'aux derniers mois de la guerre. Elle et son mari sont devenus plus tard agriculteurs. Surnommé « Paddy », Mary Bell est morte en 1979 à l'âge de soixante-quinze ans.